# آدام هینشلوود
آدام هینشلوود (انگلیسی: Adam Hinshelwood؛ زادهٔ ۸ ژانویهٔ ۱۹۸۴) بازیکن فوتبال اهل بریتانیا است.
از باشگاه‌هایی که در آن بازی کرده‌است می‌توان به باشگاه فوتبال برایتون اند هوو آلبیون، باشگاه فوتبال لوس، باشگاه فوتبال وایکام واندررز، و باشگاه فوتبال آلدرشات تاون اشاره کرد.